# Antonio e Placido - Attenti ragazzi, chi rompe... paga!
Antonio e Placido - Attenti ragazzi, chi rompe... paga! è un film del 1975 diretto da Jackson Calvin Padget, pseudonimo usato da Giorgio Ferroni al suo ultimo film.

## Trama
Una nave ferma al porto di Istanbul dovrebbe imbarcare ortaggi, ma un uomo senza scrupoli vorrebbe aggiungere sotto le casse di ortaggi delle armi. Il capitano della nave rifiuta l'offerta del malfattore. Qui inizia una persecuzione ai danni del capitano della nave e del proprietario della frutta...